# 마우스 프로모션
주식회사 마우스 프로모션(일본어: 株式会社マウスプロモーション)은 일본의 성우 기획사. 1974년 4월 8일 창립.

## 소속 성우

### 남성
- 니시타니 료
- 마츠모토 시노부
- 미요시 코스케
- 무라카미 사토루
- 신가키 타루스케
- 아키모토 요스케
- 에가와 다이스케
- 엔도 다이스케
- 오노 다이스케 (현재 프리랜서)
- 오노 츠바사
- 오노즈카 타카시
- 오오츠카 아키오
- 오오카와 토오루
- 오오타니 유우키
- 오오키 타미오
- 오토마리 타카키
- 오쿠무라 쇼우
- 우스키 켄시로
- 우에다 요우지 (현재 아뮬레토)
- 이노우에 유우키
- 이마루오카 아츠시
- 이시가미 유이치
- 이시다 아키라 (현재 피어레스 가베라)
- 이시이 마코토 (현재 리맥스)
- 이와나카 무츠키
- 이치키 미츠히로
- 와타나베 히데오 (현재 리베르타)
- 카라토 슌타로
- 카와니시 켄고
- 코가미 히로미치
- 코우사카 토모야
- 콘노 준
- 쿠로다 타카야 (현재 액셀원)
- 쿠스미 나오미
- 쿠시다 야스미치
- 쿠와하라 토시아키 (현재 아크로스 엔터테인먼트)
- 키다 타스쿠
- 키지마 류이치
- 키쿠모토 타이라
- 키쿠치 타츠히로
- 타나카 히데유키 (현재 아오니 프로덕션)
- 타마루 아츠시
- 타카하시 히데노리
- 테라소마 마사키
- 하마다 켄지
- 후쿠마츠 신야

### 여성
- 고마즈루 아야
- 나카무라 사쿠라
- 나카에 미츠키[2]
- 니시다 노조미
- 니시카와 마이
- 마스다 유키
- 마츠우라 치에
- 마츠자키 레이
- 모리 나나코
- 모리나가 리카
- 모리야 사토미
- 모리타 스즈카[3]
- 미즈마 토모미
- 사이토 코나미
- 사토 아즈사
- 세키구치 리사
- 소우미 요코
- 스기야마 리호
- 스도 에리카
- 스야마 에미리
- 아쿠츠 카나
- 야나기하라 카나코
- 오노 료코 (현재 파워 라이즈)
- 오오노 유우코
- 오오타니 이쿠에
- 오오하시 아유루
- 오카다 에이미
- 오카무라 아케미
- 요네야마 유카코
- 요노 히카리
- 요시다 세이코
- 유아사 카에데
- 이가라시 히로미
- 이노우에 키쿠코 (오피스 아네모네를 차리며 독립.)
- 츠다 리호
- 츠지 아유미
- 카메이 요시코
- 카쿠마 아이
- 칸노 마이
- 코바시 사토미
- 코바야시 케이 (현재 81 프로듀스)
- 코우다 카호 (현재 81 프로듀스)
- 코지마 사치코
- 쿠로사와 토모요
- 쿠보타 리사
- 쿠스미 아이코
- 쿠와하라 유우키
- 키타노 아이
- 타나카 아츠코
- 타나카 타카코
- 타니 이쿠코
- 타니이 아스카
- 타카다 유우키
- 타카이 마이카
- 테라이 사오리
- 하루세 나츠미
- 하타 사와코
- 호소노 마사요
- 후루키 노조미
- 히로타 유우미
- 히카미 쿄코